# Берёза (приток Щары)
Берёза (бел. Бяроза) — река в Белоруссии, протекающая по территории Слонимского, Зельвенского и небольшой части Мостовского районов Гродненской области, левый приток Щары (бассейн Немана).

## География
Начинается возле деревни Шуляки Зельвенского района. Протекает с юга на север, в районе агрогородка Сеньковщина запружена и образует Сеньковщинское озеро.
Впадает в реку Щару к северо-западу от деревни Боруки Зельвенского района.

## Гидрология
Длина 23 км. Площадь водосбора 96 км². Средний уклон водной поверхности 2,3 ‰. Водосбор низинный. 
В 1958 году 13 км русла от Сеньковщины до устья спрямлено строительством канала.
По берегам преимущественно поля.